# Dominique Wilkins
Jacques Dominique Wilkins (Parigi, 12 gennaio 1960) è un ex cestista e allenatore di pallacanestro statunitense. Soprannominato The Human Highlight Film, è considerato uno dei più grandi schiacciatori di sempre.
Sia suo fratello Gerald Wilkins che suo nipote Damien Wilkins (figlio di Gerald) hanno giocato nella NBA.

## Carriera

### Il college e l'approdo ad Atlanta
Wilkins nasce a Parigi mentre il padre era là impegnato con l'U.S. Air Force. Tornato negli Stati Uniti, Wilkins si iscrive a Georgia University. Si dichiara eleggibile per il draft NBA del 1982, venendo scelto come terza chiamata assoluta dagli Utah Jazz che lo cedono immediatamente agli Atlanta Hawks. Ad Atlanta Wilkins diventa immediatamente uno dei leader della squadra, nonché beniamino della folla per il suo stile spettacolare e galvanizzante. Nei play-off però gli Hawks perdono 2-1 contro i Boston Celtics di Larry Bird.
L'anno dopo la formula dei play-off cambia, il primo turno diventa al meglio delle 5 partite e non più delle 3, per gli Hawks però il risultato non cambia: Atlanta, sotto coach Mike Fratello, perde 3-2 contro i Milwaukee Bucks. La stagione seguente si conclude in maniera ancora peggiore, con il mancato accesso ai play-off. Wilkins però assurge a stella assoluta dell'NBA, e acquista grande notorietà vincendo la seconda edizione della gara delle schiacciate all'All-Star Weekend.
Nel 1985-1986 gli Hawks fanno più strada nella post season, eliminando i Detroit Pistons ma arrendendosi al secondo turno a Boston. Questi numerosi scontri tra Hawks e Celtics contribuiscono a creare una grande rivalità tra Wilkins e Larry Bird.

### Il duello fra le stelle e gli ultimi anni agli Hawks
Nella stagione 1986-1987 la corsa degli Hawks si ferma ancora al secondo turno, ma ad eliminarli questa volta sono i Pistons. Atlanta si era intanto trasformata in una squadra di vertice della Eastern Conference, compilando record superiori alle 50 vittorie stagionali.
La stagione 1987-1988 vede di fronte nella semifinale di Conference ancora una volta Celtics e Hawks. La sfida si trasforma in un duello personale tra Bird e Wilkins. I due fuoriclasse danno corso ad una delle serie più emozionanti della storia dei play-off NBA che si conclude soltanto a gara-7 con uno scarto di 2 punti a favore dei Celtics. Wilkins termina questa edizione dei play-off con la media di 31,2 punti a partita. L'anno dopo arriva un'altra delusione per Wilkins e gli Hawks, che vengono eliminati al primo turno dai Bucks.
La stagione 1989-1990 è però anche una delle ultime in cui gli Hawks restano attorno ad un bilancio di 50 vittorie. Dall'anno dopo gli Hawks si assestano su un bilancio del 50% di vittorie che in una Conference dura come la Eastern di fine anni ottanta inizio anni novanta non vale la qualificazione ai play-off. Wilkins si consola parzialmente vincendo la sua seconda gara delle schiacciate.
Nel 1992-1993 si registra l'ultima apparizione di Wilkins ai play-off con la maglia degli Hawks. Il risultato è una nuova eliminazione al primo turno per mano di Detroit.

### La cessione e le varie esperienze fra USA e Europa
Nel febbraio 1994 Wilkins fa la sua ultima apparizione con la maglia numero 21 degli Hawks, e viene ceduto ai Los Angeles Clippers. Ai Clippers continua a viaggiare a medie realizzative impressionanti, dato che segna ancora 29 punti a partita, ma fallisce l'aggancio alla post season.
Durante l'estate fa parte della nazionale americana che si aggiudica la medaglia d'oro ai Mondiali.
Nell'estate del 1994 Wilkins diventa free agent e decide di andare nella squadra che gli aveva dato tanti dispiaceri negli anni ad Atlanta, i Boston Celtics. Per la prima volta in carriera però, tranne il suo anno da Rookie, Wilkins conclude la stagione con una media inferiore ai 20 punti. Decide così di andare a giocare in Europa, dove viene acquistato dal Panathinaikos di Atene. Con la squadra greca Wilkins gioca una finale di Eurolega, vincendola.
Nella stagione 1996-97 torna nell'NBA, e viene messo sotto contratto dai San Antonio Spurs, privi di Sean Elliott e David Robinson. Wilkins gioca bene ed è il miglior marcatore della squadra ma, senza due elementi fondamentali, la stagione degli Spurs è un disastro (fatto che però consentirà a San Antonio di scegliere col n.1 del draft 1997 Tim Duncan).
L'anno successivo Wilkins decide di tornare in Europa, e si accasa alla Fortitudo Bologna. Non ha però la fortuna della precedente esperienza europea, dato che perde la finale del campionato italiano, risultando decisivo per la sconfitta della propria squadra. In gara-5 infatti, a 16 secondi dalla fine della partita e con la Fortitudo avanti di 4 punti sulla concittadina Virtus, commette un ingenuo fallo su Saša Danilović, che consente al giocatore serbo di realizzare un gioco da 4 punti (tiro da 3 punti e tiro libero) e di pareggiare la partita. La sfida giunge quindi ai tempi supplementari, che verranno vinti dalla Virtus Bologna 86-77.
Nel 1998-99 torna nuovamente nell'NBA con la maglia degli Orlando Magic, dove ritrova il fratello Gerald. Wilkins sente ormai il peso degli anni: segna solo 5 punti a partita e alla fine della stagione annuncia il ritiro dall'attività agonistica.
Ha terminato la carriera con 26.668 punti che lo collocano al quindicesimo posto tra i migliori marcatori di sempre dell'NBA. Molti considerano ingiusta la sua mancata inclusione tra i 50 migliori giocatori NBA di tutti i tempi.
Tuttavia, nonostante il mancato ingresso tra i migliori 50 giocatori della storia della NBA nel 1996, durante i festeggiamenti per il settancinquesimo anniversario della Lega nel corso dell'All-Star Weekend 2022, tenutosi a Cleveland tra il 18 e il 20 Febbraio, viene stavolta incluso nella lista dei migliori 75 giocatori NBA di tutti i tempi, insieme ad alcune nuove leve del campionato odierno e ai giocatori già compresi nel precedente elenco.

## Statistiche
| * | Primo nella lega |

### NCAA
| Anno      | Squadra          | PG | PT | MP   | TC%  | 3P% | TL%  | RP  | AP  | PRP | SP  | PP   |
| --------- | ---------------- | -- | -- | ---- | ---- | --- | ---- | --- | --- | --- | --- | ---- |
| 1979-1980 | Georgia Bulldogs | 16 | -  | 31,8 | 52,5 | -   | 73,0 | 6,5 | 1,4 | 1,7 | 1,3 | 18,6 |
| 1980-1981 | Georgia Bulldogs | 31 | -  | 37,3 | 53,3 | -   | 75,2 | 7,5 | 1,7 | 1,3 | 2,4 | 23,6 |
| 1981-1982 | Georgia Bulldogs | 31 | -  | 34,9 | 52,9 | -   | 64,4 | 8,1 | 1,3 | 1,1 | 1,6 | 21,3 |
| Carriera  | Carriera         | 78 | -  | 35,2 | 53,0 | -   | 69,9 | 7,5 | 1,5 | 1,3 | 1,8 | 21,6 |

### NBA

#### Regular Season
| Anno      | Squadra           | PG   | PT  | MP   | TC%  | 3P%  | TL%  | RP  | AP  | PRP | SP  | PP    |
| --------- | ----------------- | ---- | --- | ---- | ---- | ---- | ---- | --- | --- | --- | --- | ----- |
| 1982-1983 | Atlanta Hawks     | 82   | 82  | 32,9 | 49,3 | 18,2 | 68,2 | 5,8 | 1,6 | 1,0 | 0,8 | 17,5  |
| 1983-1984 | Atlanta Hawks     | 81   | 81  | 36,6 | 47,9 | 0,0  | 77,0 | 7,2 | 1,6 | 1,4 | 1,1 | 21,6  |
| 1984-1985 | Atlanta Hawks     | 81   | 81  | 37,3 | 45,1 | 30,9 | 80,6 | 6,9 | 2,5 | 1,7 | 0,7 | 27,4  |
| 1985-1986 | Atlanta Hawks     | 78   | 78  | 39,1 | 46,8 | 18,6 | 81,8 | 7,9 | 2,6 | 1,8 | 0,6 | 30,3* |
| 1986-1987 | Atlanta Hawks     | 79   | 79  | 37,6 | 46,3 | 29,2 | 81,8 | 6,3 | 3,3 | 1,5 | 0,6 | 29,0  |
| 1987-1988 | Atlanta Hawks     | 78   | 76  | 37,8 | 46,4 | 29,5 | 82,6 | 6,4 | 2,9 | 1,3 | 0,6 | 30,7  |
| 1988-1989 | Atlanta Hawks     | 80   | 80  | 37,5 | 46,4 | 27,6 | 84,4 | 6,9 | 2,6 | 1,5 | 0,7 | 26,2  |
| 1989-1990 | Atlanta Hawks     | 80   | 79  | 36,1 | 48,4 | 32,2 | 80,7 | 6,5 | 2,5 | 1,6 | 0,6 | 26,7  |
| 1990-1991 | Atlanta Hawks     | 81   | 81  | 38,0 | 47,0 | 34,1 | 82,9 | 9,0 | 3,3 | 1,5 | 0,8 | 25,9  |
| 1991-1992 | Atlanta Hawks     | 42   | 42  | 38,1 | 46,4 | 28,9 | 83,5 | 7,0 | 3,8 | 1,2 | 0,6 | 28,1  |
| 1992-1993 | Atlanta Hawks     | 71   | 70  | 37,3 | 46,8 | 38,0 | 82,8 | 6,8 | 3,2 | 1,0 | 0,4 | 29,9  |
| 1993-1994 | Atlanta Hawks     | 49   | 49  | 34,4 | 43,2 | 30,8 | 85,4 | 6,2 | 2,3 | 1,3 | 0,4 | 24,4  |
| 1993-1994 | L.A. Clippers     | 25   | 25  | 37,9 | 45,3 | 24,7 | 83,5 | 7,0 | 2,2 | 1,2 | 0,3 | 29,1  |
| 1994-1995 | Boston Celtics    | 77   | 64  | 31,5 | 42,4 | 38,8 | 78,2 | 5,2 | 2,2 | 0,8 | 0,2 | 17,8  |
| 1996-1997 | San Antonio Spurs | 63   | 26  | 30,9 | 41,7 | 29,3 | 80,3 | 6,4 | 1,9 | 0,6 | 0,5 | 18,2  |
| 1998-1999 | Orlando Magic     | 27   | 2   | 9,3  | 37,9 | 26,3 | 69,0 | 2,6 | 0,6 | 0,1 | 0,0 | 5,0   |
| Carriera  | Carriera          | 1074 | 995 | 35,5 | 46,1 | 31,9 | 81,1 | 6,7 | 2,5 | 1,3 | 0,6 | 24,8  |
| All-Star  | All-Star          | 8    | 3   | 19,9 | 40,0 | 25,0 | 73,7 | 3,4 | 1,9 | 0,8 | 0,5 | 13,3  |

#### Play-off
| Anno     | Squadra        | PG | PT | MP   | TC%  | 3P%   | TL%  | RP   | AP  | PRP | SP  | PP   |
| -------- | -------------- | -- | -- | ---- | ---- | ----- | ---- | ---- | --- | --- | --- | ---- |
| 1983     | Atlanta Hawks  | 3  | 3  | 36,3 | 40,5 | 100,0 | 85,7 | 5,0  | 0,3 | 0,7 | 0,3 | 15,7 |
| 1984     | Atlanta Hawks  | 5  | 5  | 39,4 | 41,7 | 0,0   | 83,9 | 8,2  | 2,2 | 2,4 | 0,2 | 19,2 |
| 1986     | Atlanta Hawks  | 9  | 9  | 40,0 | 43,3 | 20,0  | 86,1 | 6,0  | 2,8 | 1,0 | 0,2 | 28,6 |
| 1987     | Atlanta Hawks  | 9  | 9  | 40,0 | 41,0 | 30,0  | 89,2 | 7,8  | 2,8 | 1,8 | 0,9 | 26,8 |
| 1988     | Atlanta Hawks  | 12 | 12 | 39,4 | 45,7 | 22,2  | 76,8 | 6,4  | 2,8 | 1,3 | 0,5 | 31,2 |
| 1989     | Atlanta Hawks  | 5  | 5  | 42,4 | 44,8 | 29,4  | 71,1 | 5,4  | 3,4 | 0,8 | 1,6 | 27,2 |
| 1991     | Atlanta Hawks  | 5  | 5  | 39,0 | 37,2 | 13,3  | 91,4 | 6,4  | 2,6 | 1,8 | 1,0 | 20,8 |
| 1993     | Atlanta Hawks  | 3  | 3  | 37,7 | 42,7 | 25,0  | 76,7 | 5,3  | 3,0 | 1,0 | 0,3 | 30,0 |
| 1995     | Boston Celtics | 4  | 4  | 37,5 | 42,6 | 47,1  | 88,9 | 10,8 | 2,0 | 0,5 | 0,8 | 19,0 |
| 1999     | Orlando Magic  | 1  | 0  | 3,0  | 50,0 | -     | -    | 0,0  | 0,0 | 0,0 | 0,0 | 2,0  |
| Carriera | Carriera       | 56 | 55 | 38,8 | 42,9 | 28,1  | 82,4 | 6,7  | 2,6 | 1,3 | 0,6 | 25,4 |

#### Massimi in carriera
- Massimo di punti: 57 (2 volte)[2]
- Massimo di rimbalzi: 19 vs Sacramento Kings (25 febbraio 1991)
- Massimo di assist: 10 vs Detroit Pistons (31 gennaio 1986)
- Massimo di palle rubate: 7 (2 volte)
- Massimo di stoppate: 4 (5 volte)
- Massimo di minuti giocati: 53 vs Detroit Pistons (25 aprile 1986)

## Palmarès

### Giocatore

#### Squadra
- Coppa di Grecia: 1

Panathinaikos:	1995-1996
- Coppa dei Campioni: 1

Panathinaikos: 1995-1996
- Coppa Italia: 1

Fortitudo Bologna: 1998

#### Individuale
- McDonald's All American (1979)
- NCAA AP All-America Third Team (1982)
- NBA All-Rookie First Team (1983)
- Squadre All-NBA: 7

First Team: 1986
Second Team:1987, 1988, 1991, 1993
Third Team:1989, 1994
- 9 volte NBA All-Star (1986, 1987, 1988, 1989, 1990, 1991, 1992, 1993, 1994)
- Medaglia d'oro ai Mondiali di Toronto (1994)
- 2 volte vincitore della gara delle schiacciate (1985, 1990)
- MVP Coppa di Grecia: 1

Panathinaikos: 1995-1996
- Euroleague Final Four MVP: 1

Panathinaikos: 1995-1996
- Miglior marcatore NBA (1986)
- Diciottesimo miglior marcatore di sempre sommando ABA e NBA
- Sedicesimo miglior marcatore di sempre NBA
- Inserito nel NBA 75th Anniversary Team
- Membro della Basketball Hall of Fame (2006)
- Il suo numero 21 è stato ritirato dagli Atlanta Hawks